# Zero Balance Account
En finance, le Zero Balance Account (ZBA) est un système de cash-pooling (visant à regrouper les soldes de trésorerie de plusieurs filiales d'une même entreprise). Ce système vise à ne laisser dans les comptes courants des filiales que des montants minimaux pour pouvoir faire face à leurs dettes contractées.
L'intérêt principal de ce système est de centraliser la trésorerie pour pouvoir la placer à de meilleurs taux d'intérêt.
Ce système peut présenter le désavantage de ne pas laisser suffisamment d'indépendance financière aux filiales.